# Glavna bejzbolska liga
Glavna bejzbolska liga (angleško Major League Baseball, MLB) je poklicna liga bejzbola. Sestavljata jo Ameriška liga (15 ekip) in Nacionalna liga (15 ekip). Po stoletju kot samostojni pravni osebi sta se v eno ligo pod vodstvom Komisarja lige MLB združili leta 2000. 
MLB je najvišja stopnja poklicnega bejzbola in ena izmed največjih poklicnih športnih lig v ZDA in Kanadi. Sestavlja jo 30 ekip – 29 iz ZDA in ena iz Kanade. Skupaj z Mednarodno bejzbolsko zvezo upravlja tudi Svetovno bejzbolsko klasiko. Leta 2011 je s 73,451,522 udeleženci bila najbolj obiskana športna liga na svetu.

## Upravna sestava
Upravljanje lige MLB določa Ustava Glavne bejzbolske lige, ki se je v letih 1875–2012 večkrat spremenila in dopolnila. Pod vodstvom komisarja lige (trenutno  Bud Selig) liga najema in vzdržuje sodnike ter se pogaja glede oglaševanja, sindikalnih dogovorov in pogodb s televizijskimi družbami. 
Deloma tudi zaradi odločbe Vrhovnega sodišča v tožbi Zveznega kluba bejzbola proti Narodni ligi, v kateri je slednje odločilo, da bejzbol ne spada med meddržavno trgovino in tako zanj ne velja Zakon o konkurenci, ima Liga MLB edinstven nadzor nad svojim športom in tudi svojimi nižjimi podružnicami. Odločba Vrhovnega sodišča je nekoliko svoje veljave začela izgubljati šele v zadnjih nekaj letih.
Medtem, ko je primat lige med letoma 1870–1916 ogrožalo mnogo drugih lig, pa je bila zadnja tovrstna grožnja leta 1960 ukinjena liga Continental League.

### Vodstvo
Generalni direktor lige MLB je njen komisar. Za področja razvoja bejzbola, poslovnih zadev, sindikalne odnose in kadrovske zadeve, finance, upravo in bejzbolske dejavnosti komisar imenuje še šest poddirektorjev.

### Večpredstavnost in produkcija
Večpredstavnostni oddelek lige je manhattanska družba MLB Advanced Media, ki ureja glavno stran lige in uradne strani tridesetih ekip. V njeni ustanovni listini je zapisano, da je uredniško neodvisna od lige, a še vedno pripada isti lastniški skupini in načrtu za delitev prihodkov. Podobno oblikovan oddelek lige je hčerinska družba MLB Productions, ki se osredotoča predvsem na videe in klasične medije. 
Liga si prav tako lasti 67 odstotkov družbe MLB Network (preostalih 33 si deli več različnih ponudnikov kabelske televizije in ponudnik satelitske televizije,DirecTV). Družba ima sedež v mestu Secaucus, New Jersey in je uredniško neodvisna od lige MLB.

## Organizacija lige
V sezoni 2012 je liga razdeljena na 14 ekip Ameriške lige in 16 ekip Nacionalne lige. 
Trenutno sta obe ligi razdeljeni v tri divizije: Vzhodno, Osrednjo in Zahodno divizijo. Tako je vse od leta 1994, ko se je Narodna liga prvič razširila na 14 ekip. Med letoma 1969 in 1993 je vsaka liga imela le Vzhodno in Zahodno divizijo. Tako so se vse do leta 1996 ekipe obeh lig srečevale le med Svetovno serijo in Tekmo vseh zvezd, nato pa je z rednim delom sezone 1997 bila uvedena medligaška igra.  
Marca 1995 je liga oznanila, da se ji bosta pridružili dve novi ekipi: Arizona Diamondbacks in Tampa Bay Devil Rays. Z igranjem sta začeli v sezoni 1998. Ta novost je skupno število ekip povečala na 30. V zgodnjem delu sezone 1997 je liga novi ekipi dala v svojo ligo: Arizono v Nacionalno in Tampa Bay v Ameriško ligo. Izvirni načrt je vključeval zamisel, da bi obe ligi imeli enako število ekip in tako enakomerno razporejeno medligaško igro, a se to tako ni izšlo. Ker bi to moral po sezoni 1998 potrditi igralski sindikat, pa tudi še zaradi nekaj drugih razlogov, sta nato obe ligi nadaljevali s sodim številom ekip, ena izmed ekip pa je bila prisiljena k zamenjavi lig. To je novembra leta 1997 storila ekipa Milwaukee Brewers, Nacionalna liga pa je tako postala 16-članska. Sočasno se je ekipa Detroit Tigers preselila iz Vzhodne v Osrednjo divizijo Ameriške lige, medtem ko se je prej omenjeni pridružila ekipa iz Tampa Baya.  
Po sezoni 2011 je liga MLB naznanila, da se bo ekipa Houston Astros iz Osrednje divizije Nacionalne lige v sezoni 2013 preselila v Zahodno divizijo Ameriške lige, tako pa bosta obe ligi imeli tri divizije s po petimi ekipami, celotna liga pa bo imela bolj uravnotežen urnik. (Liga je selitev postavila kot pogoj prodaje ekipe iz Houstona Jimu Craneu). Ker imata obe ligi liho število ekip, je medligaška igra postala bolj redna in pogosta, vse ekipe pa bodo lahko igrale vsak dan.
Ligi sta nekoč bili dve ločeni, celo nasprotni si pravni osebi, a je takšen medsebojni odnos skorajda izginil že leta 1903. Istega leta sta se najboljši ekipi obeh lig ob koncu sezone prvič srečali v seriji za naslov prvaka, ki sta ji nadeli naslov Svetovna serija (»The World Series«). Leta 1920 je pravno šibko Narodno komisijo (»The National Commission«) nadomestil Komisariat bejzbola, ki je lahko sprejemal odločitve na ravni celotnega poklicnega bejzbola. Od leta 2000 naprej Ameriška in Narodna liga nista več pravni osebi, Glavna bejzbolska liga pa je pravno postala enotna liga (najsibodi z dvema komponentama, ki se imenujeta »ligi«), čeprav je tako dejansko delovala že dolga leta. 
Večina pravil in predpisov igre je v obeh ligah enaka, obstaja pa ena velika izjema: pravilo imenovanega odbijalca, ki velja izključno v Ameriški ligi. Ta različnost je edinstvena med angloameriškimi poklicnimi športnimi ligami.

## Sestava sezone

### Spomladansko uigravanje
Pred začetkom rednega dela se vsa moštva udeležijo priprav in spremljajočih pripravljalnih tekem, ki jim pravimo spomladansko uigravanje. Za ekipo takrat nastopajo predvsem mlajši igralci, ki se za stalno mesto v ekipi še borijo, pa tudi uveljavljeni kader, ki se pripravlja za napore maratonskega rednega dela sezone. Pripravljalne tekme v tem obdobju so vedno precej dobro obiskane, saj se v toplem floridskem podnebju gledalci dobro počutijo med spremljanjem svojih najljubših ekip, istočasno pa imajo univerzitetni študenti tudi pomladni premor. Med tem obdobjem imajo igralci tudi več časa za dajanje avtogramov. 
Spomladansko uigravanje traja približno dva meseca, vse od sredine februarja pa do Dneva odprtja v prvem tednu aprila. Metalci in lovilci se ekipi v tem obdobju pridružijo prej, saj prvim zaradi naporne narave njihovega dela koristi daljše pripravljalno obdobje. Čez teden ali dva se ekipi pridruži se preostali del igralcev, s tem pa se priprave začnejo s polno hitrostjo.

### Redni del sezone
Trenutno vsaka ekipa v ligi MLB v rednem delu sezone odigra 162 tekem. Sezona se običajno začne z Dnevom odprtja na prvo nedeljo v aprilu, konča pa se na prvo nedeljo v oktobru. Urnik vsake sezone sestavljajo serije zaporednih tekem z eno nasprotno ekipo, ki večinoma obsegajo tri, občasno dve ali štiri, redko pa tudi pet tekem. Prestavljene tekme ali nadaljevanja začasno prekinjenih tekem občasno podaljšajo še nedokončane serije, vodstvo lige pa lahko tudi posebej v ta namen organizira samostojne enotekemske serije. Več serij včasih skupaj sestavlja zaporedje domačih tekem ali gostovanj. Tedensko posamezna ekipa običajno igra na šestih tekmah, v ponedeljek ali četrtek pa počiva. Pogoste so tudi nočne tekme, ki pa jih je nekoliko manj med poletnimi meseci. Ob nedeljah moštva večinoma igrajo med popoldnevi, saj imajo tako več časa za kasnejši premik na prizorišče ponedeljkove nočne tekme.
Dosedaj so ekipe na medligaški igri sodelovale med enim izmed koncev tedna v sredini maja in v zadnjih treh tednih junija, z odhodom kluba Houston Astros v Ameriško ligo od sezone 2013 naprej pa bo vsak dan sezone na sporedu vsaj ena tovrstna tekma. Pri medligaški igri uporabo pravila imenovanega odbijalca določajo pravila lige, v kateri igra domača ekipa.
Med sezono se moštva v vsaki izmed lig borijo za enega izmed petih mest v končnici. Tri tovrstna mesta dobijo zmagovalci posameznih divizij, še dve mesti pa se podelijo po t. i. joker sistemu - dve ekipi, ki nista zmagovalki posamezne divizije, pa imata med tovrstnimi ekipami največ zmag, se pomerita na eni sami tekmi, katere zmagovalec se uvrsti v končnico skupaj z ekipami, ki so osvojile svoje divizije. Večinokrat se ekipe za mesta v končnici borijo do zadnjega dne, teoretično pa se posamezna ekipa v končnico lahko uvrsti že avgusta. 
V redkih primerih se tudi za eno izmed petih mest po koncu rednega dela na odločujoči tekmi pomerita ekipi z istim številom zmag.

### Tekma vseh zvezd
V prvem delu julija (tik po sredinski točki sezone) ekipe za tri dni prenehajo z igranjem, začne pa se Festival vseh zvezd, katerega vrhunec je Tekma vseh zvezd. Na slednji se pomerita zasedbi najboljših igralcev iz Ameriške in Narodne lige, ki ju vodita upravnika ekip, ki sta prejšnje leto osvojili naslov svojih lig. Med letoma 1959 in 1961 sta bili vsako leto organizirani dve tekmi - ena julija in ena avgusta. Pravilo imenovanega odbijalca je na tekmi prvič veljalo leta 1989, kasneje takrat, ko se je tekma igrala na stadionu moštva iz Ameriške lige, od leta 2010 naprej pa v vsakem primeru.
Leta 2002 se je po 11. menjavah tekma v Milwaukeeju sporno končala z izenačenim izidom, kar je ligo privedlo do tega, da tekma od leta 2003 naprej določa prednost domačega igrišča na Svetovni seriji. Ta prednost je leta 2010 prvič pripadla Narodni ligi, ki pa je sicer v letih 2003−2009 zmagala na treh Serijah.
Prvo tekmo vseh zvezd so organizirali leta 1933 med Svetovnim sejmom v Chicagu. Njen idejni oče je Arch Ward, takratni športni urednik dnevnika The Chicago Tribune.  Sprva naj bi bila tekma enkratni dogodek, a je požela toliko uspeha, da je sčasoma postala vsakoletna šega. Wardov idejni prispevek je liga leta 1962 zaznamovala z uvedbo »Trofeje Archa Warda«, ki je vsako leto podeljena najkoristnejšemu igralcu tekme (leta 2002 je bila omenjena nagrada preimenovana v Nagrado najkoristnejšega igralca Teda Williamsa).
Od leta 1947 naprej začetno postavo položajskih igralcev izglasujejo navijači. Tovrstno glasovanje je bilo začasno ukinjeno po škandalu leta 1957 v Cincinnatiju, ko je sedem od osmih izglasovanih igralcev bilo članov domače ekipe Cincinnati Reds (dva izmed njih sta kasneje zamenjala Willie Mays in Hank Aaron) . Leta 1970 je bilo nato ponovno uvedeno in obstaja še danes, od nedavnega tudi v internetni obliki. 
Že od prve Tekme vseh zvezd naprej igralci nosijo uniforme svojih moštev, izjemoma so na omenjeni tekmi na posebej narejenih uniformah igralci Narodne lige imeli na sprednjem delu srajc prišit napis »National League« (sl. Narodna liga).

### Končnica
Po koncu rednega dela sezone se deset ekip uvrsti v končnico. Šest izmed teh ekip je zmagovalk svojih divizij, preostale štiri pa so se v končnico uvrstile zaradi največjega izkupička zmag med preostalimi moštvi. Do podelitve naslova prvakov se odigrajo štiri kola končnice: 
1. Odločilna tekma med najboljšima dvema t. i. »joker ekipama« iz posamezne lige
2. Okrožni seriji Ameriške lige in Okrožni seriji Narodne lige (na tri zmage)
3. Serija za Ameriško ligo in Serija za Narodno ligo (na štiri zmage med zmagovalci prejšnjih serij)
4. Svetovna serija (na štiri zmage med zmagovalkama obeh lig)

V vsaki ligi se zmagovalci divizij glede na izkupiček zmag razdelijo na nosilce : najzmagovitejša ekipa je 1. nosilka, sledita pa ji 2. in 3. nosilka. Zmagovitejša izmed joker ekip je 4. nosilka, preostala ekipa pa je 5. nosilka. Zmagovalka odločilne tekme med joker ekipama se v Okrožni seriji pomeri s 1. nosilko, 2. nosilka pa s 3. nosilko. Ekipa, ki je članica lige, ki je zmagala na Svetovni seriji, bo na Svetovni seriji imela prednost domačega igrišča.
Ker se končnica igra na domačih stadionih obeh nasprotnic, teoretično prednost domačega igrišča ne igra večje vloge, razen v primeru, da se ekipi pomerita na največjem možnem številu tekem (pet v Okrožnih serijah, sedem v zadnjih dveh kolih). Precejšnjega pomena je lahko le v primeru, da domača ekipa osvoji prvi dve tekmi, saj si tako pridobi precejšnjo prednost skozi preostanek serije.
Veljavo pravila imenovanega odbijalca na Svetovni seriji kot običajno določajo pravila lige domače ekipe. 

## Trenutni klubi
Opombe
1. Bivši Milwaukee Brewers (1894–1899, 1900–1901); St. Louis Browns (1902–1953)
2. Do leta 1907: Boston Americans
3. 1901-1902: Baltimore Orioles 1903-1912: New York Highlanders
4. Do leta 2008: Tampa Bay Devil Rays
5. Bivši Sioux City Cornhuskers (1894); St. Paul Saints (1895–1899); Zahodna divizija AL (1969–1993)
6. Bivši Grand Rapids Rustlers (1894–1899); Cleveland Blues (1900–1902); Cleveland Naps (1903–1914); Vzhodna divizija Ameriške lige (1969–1993)
7. Bivši Kansas City Blues (1894–1900); Washington Senators (1901–1960); Zahodna divizija AL (1969–1993)
8. Los Angeles Angels (1961–1965); California Angels (1965–1996); Anaheim Angels (1997–2004)
9. V Filadelfiji (-1954); Kansas City (1955–1967)
10. Bivši Washington Senators, Vzhodna divizija AL (1969–71)
11. Do leta 1952 v Bostonu. Tam Boston Braves (1912-1935, 1941-1952); Boston Bees (1936-40), pred 1912: Red Stockings, Red Caps, Beaneaters, Doves in Rustlers; v Milwaukeeju (1953–1965); Zahodna divizija Narodne lige (1969–1993)
12. Do leta 2011: Florida Marlins
13. Do leta 2004: Montreal Expos, v lasti lige v letih 2002−2004
14. Bivši Houston Colt .45's (-1965); Zahodna divizija Narodne lige (1969–1993); v letu 2013 premik v Zahodno divizijo Ameriške lige
15. Bivši Seattle Pilots (Zahodna divizija AL 1969-1971, Vzhodna AL 1972-1993, Osrednja AL 1994-1997)
16. Bivši St. Louis Brown Stockings (1882), St. Louis Browns (1883–1898); St. Louis Perfectos (1899)
17. V četrti Brooklyn v mestu New York do leta 1957. Pred letom 1931 znani kot: Atlantics, Grays, Bridegrooms, Grooms, Superbas, Trolley Dodgers, Dodgers in Robins.
18. Do leta 1957 v New Yorku

†. Prizorišče Tekme vseh zvezd leta 2011
*. Prizorišče  Tekme vseh zvezd leta 2012
#. Prizorišče  Tekme vseh zvezd leta 2013